# Sobór Świętych Konstantyna i Heleny w Bielcach
Sobór Świętych Konstantyna i Heleny w Bielcach (rum. Catedrala Sfinții Împărați Constantin și Elena din Bălți) – prawosławny sobór katedralny w Bielcach, główna świątynia eparchii bieleckiej Metropolii Besarabii, należącej do Rumuńskiego Kościoła Prawosławnego.
Została zbudowana w stylu neobizantyńskim w latach 1924–1934 według projektu architektów Adriana Gabrilescu i Andrieja Iwanowa, konsekrowana 2 czerwca 1935 przez wysłannika patriarchy Konstantynopola Focjusza II, metropolitę Australii Tymoteusza. 